# Jag möter en diktare
Jag möter en diktare är en självbiografi från 1950 av Moa Martinson, första gången utgiven på Tidens förlag. Martinson hade tidigare utkommit med två självbiografier, Bakom svenskvallen (1944) och Kärlek mellan krigen (1947).
I boken berättar Martinson, om tiden från sin födelse i morföräldrarnas lilla knekttorp i Östergötland år 1890, fram till sitt möte med poeten Harry Martinson år 1927. Däremellan om erfarenheter av att vara dotter till en hårt arbetande ung mor, själv vara ung fembarnsmor under mycket knappa förhållanden, förlusten av två barn och vägen mot att bli skribent. Hon tecknar även flera färgstarka personporträtt av människor hon mött längs sin väg och format den författare hon kom att bli.